# Bothrops medusa
Bothrops medusa är en ormart som beskrevs av Sternfeld 1920. Bothrops medusa ingår i släktet Bothrops och familjen huggormar. Inga underarter finns listade.
Arten lever i norra Venezuela vid Karibiska havet. Den vistas i låglandet och i bergstrakter upp till 1800 meter över havet. Bothrops medusa förekommer i fuktiga skogar, till exempel molnskogar i bergstrakter. Den undviker förändrade landskap.
Etablering av jordbruksmark, av vägar och samhällen samt skogsbränder medför en minskning av populationen. Några exemplar fångas och hölls som terrariedjur. Ibland dödas individer av personer som inte vill ha ormar nära sin bostad. IUCN listar Bothrops medusa på grund av de nämnda hoten och till följd av den begränsade utbredningen som starkt hotad (EN).